# Hong Kong aux Jeux paralympiques d'été de 2016
La Hong Kong participe aux Jeux paralympiques d'été de 2016 à Rio de Janeiro. Il s'agit de la douzième participation de ce pays aux Jeux paralympiques d'été.